# Мріяти і жити
«Мріяти і жити» (рос. «Мечтать и жить») — український радянський художній фільм-драма кіностудії ім. Олександра Довженка 1974 року.

## Сюжет
Картина про життя і творчість відомої акторки. Героїня задається питанням про те, що вона приносить у світ.

## В ролях
- Лариса Кадочникова — Марія, відома акторка
- Родіон Нахапетов — Костянтин Петрович, режисер
- Юрій Іллєнко — Герасим
- Ніна Ургант — мати
- Валентина Владимирова — подруга матері
- Олег Полствін — Сергій
- Леонід Куравльов — Іван Григорович
- Юрій Мажуга — Сукач
- В епізодах: Володимир Олексієнко, Володимир Волков, Віктор Панченко, Сигізмунд Криштофович, Яків Забутий, А. Іванов, Е. Андрієнко, А. Кармацьких, Ірина Кихтьова, Раїса Пироженко, Маргарита Кавка, Ніна Реус, Гафія Федоринська, Олександр Шеремет, Ігор Гневашев, Лариса Волченко, Юрій Козаковський, А. Славко, М. Лапчинська, Галина Демчук (немає в титрах).

## Творча група
- Режисер-постановник: Юрій Іллєнко
- Автори сценарію: Юрій Іллєнко, Іван Миколайчук
- Оператор-постановник: Вілен Калюта
- Художник-постановник: Сергій Бржестовський
- Композитор: Леонід Грабовський
- Звукооператор: Анатолій Чернооченко
- Режисери: Анатолій Іванов, Олександр Козир
- Операторка: Майя Степанова
- Редактор: Віталій Юрченко
- Монтажерка: Елеонора Суммовська
- Художниця по костюмах: Лідія Байкова
- Художник по гриму: Яків Грінберг
- Художник-декоратор: Олександр Шеремет
- Комбіновані зйомки: оператори — Микола Ілюшин, Борис Серьожкін, художник — Віктор Демінський
- Директор картини: Л. Витязь
- Державний заслужений симфонічний оркестр СРСР, диригент — Степан Турчак
- У фільмі використано малюнки Лариси Кадочникової, фотографії Сергія Стасенка і Льва Устинова
- У фільмі звучать «Місячна соната» Бетховена, фрагменти пісень Nous On S'Aimera у виконанні Мірей Матьє і(рос.) «Эх, дороги…» (Дороги) (муз. А. Новикова, на вірші Л. Ошанина) у виконанні героїв картини, романсу М. Перротте «Тихо, так тихо» та інших вокальних творів.